# Pacific PR02
El Pacific PR02 era un coche de Fórmula 1 diseñado por Frank Coppuck para uso del equipo Pacific en la temporada 1995 de Fórmula 1. El coche estaba propulsado por un motor Ford EDC V8 de 3 litros. El coche número 17 fue conducido por Andrea Montermini, y el coche número 16 fue conducido por el accionista del equipo Bertrand Gachot, y luego los conductores pagados Giovanni Lavaggi y Jean-Denis Délétraz, antes de que regresara Gachot. El piloto de pruebas del equipo fue Oliver Gavin. El equipo no tenía un patrocinador principal.
Si bien el rendimiento del coche fue una mejora con respecto a su predecesor, el PR02 adoleció de poca confiabilidad, terminando siete veces en treinta y cuatro largadas. De estas siete ocasiones, en dos acabó último y en otras dos no quedó clasificado.
El equipo terminó último en el Campeonato de Constructores, sin puntos, y se retiró de la Fórmula 1 a finales de 1995.

## Resultados
(Clave) (negrita indica pole position) (cursiva indica vuelta rápida)

| Año     | Motor   | Neu. | N.º | Pilotos             | 1   | 2   | 3   | 4   | 5   | 6   | 7   | 8   | 9   | 10  | 11  | 12  | 13  | 14  | 15  | 16  | 17  | Puntos | Pos. |
| ------- | ------- | ---- | --- | ------------------- | --- | --- | --- | --- | --- | --- | --- | --- | --- | --- | --- | --- | --- | --- | --- | --- | --- | ------ | ---- |
| 1995    | Ford V8 | G    |     |                     | BRA | ARG | SMR | ESP | MON | CAN | FRA | GBR | GER | HUN | BEL | ITA | POR | EUR | PAC | JPN | AUS | 0      | NC   |
| 1995    | Ford V8 | G    | 16  | Bertrand Gachot     | Ret | Ret | Ret | Ret | Ret | Ret | Ret | 12  |     |     |     |     |     |     | Ret | Ret | 8   | 0      | NC   |
| 1995    | Ford V8 | G    | 16  | Giovanni Lavaggi    |     |     |     |     |     |     |     |     | Ret | Ret | Ret | Ret |     |     |     |     |     | 0      | NC   |
| 1995    | Ford V8 | G    | 16  | Jean-Denis Délétraz |     |     |     |     |     |     |     |     |     |     |     |     | Ret | NC  |     |     |     | 0      | NC   |
| 1995    | Ford V8 | G    | 17  | Andrea Montermini   | 9   | Ret | Ret | DNS | DSQ | Ret | NC  | Ret | 8   | 12  | Ret | Ret | Ret | Ret | Ret | Ret | Ret | 0      | NC   |
| Fuente: |         |      |     |                     |     |     |     |     |     |     |     |     |     |     |     |     |     |     |     |     |     |        |      |